# Chocolates & Cigarettes
A Chocolates & Cigarettes az Angus & Julia Stone ausztrál népzenei duó első, 2006-ban megjelent középlemeze.
A Mango Tree és Babylon dalok szerepeltek az Életfogytig zsaru és a Katonafeleségek tévéműsorokban. Giorgio Armani a 2008–2009-es téli kollekciója bemutatásához felhasználta a Paper Aeroplane-t. Ez utóbbihoz az ötletet a Bliss n Eso harmadik, Flying Colours című albumának Eye of the Storm száma adta.

## Számlista
Az összes dal szerzője az Angus & Julia Stone. 
| 1.    | Private Lawns           | 3:07 |
| 2.    | Mango Tree              | 3:43 |
| 3.    | All of Me               | 5:23 |
| 4.    | Paper Aeroplane         | 3:45 |
| 5.    | Babylon                 | 5:05 |
| 6.    | Chocolates & Cigarettes | 4:00 |
| 25:03 |                         |      |

## Fordítás
Ez a szócikk részben vagy egészben  a   Chocolates and Cigarettes című angol Wikipédia-szócikk ezen változatának fordításán alapul.  Az eredeti cikk szerkesztőit annak laptörténete sorolja fel. Ez a jelzés csupán a megfogalmazás eredetét és a szerzői jogokat jelzi, nem szolgál a cikkben szereplő információk forrásmegjelöléseként.